# Krasnokamjanka (Feodossija)
Krasnokamjanka (ukrainisch Краснокам'янка; russisch Краснокаменка; krimtatarisch Qızıltaş) ist ein Dorf auf der Halbinsel Krim. Es gehört zur Siedlungsratsgemeinde von Schtschebetowka als Teil von Feodossija zu dem noch die Siedlungen städtischen Typs Schtschebetowka (Щебетовка) und Kurortne (Курортне) gehören.

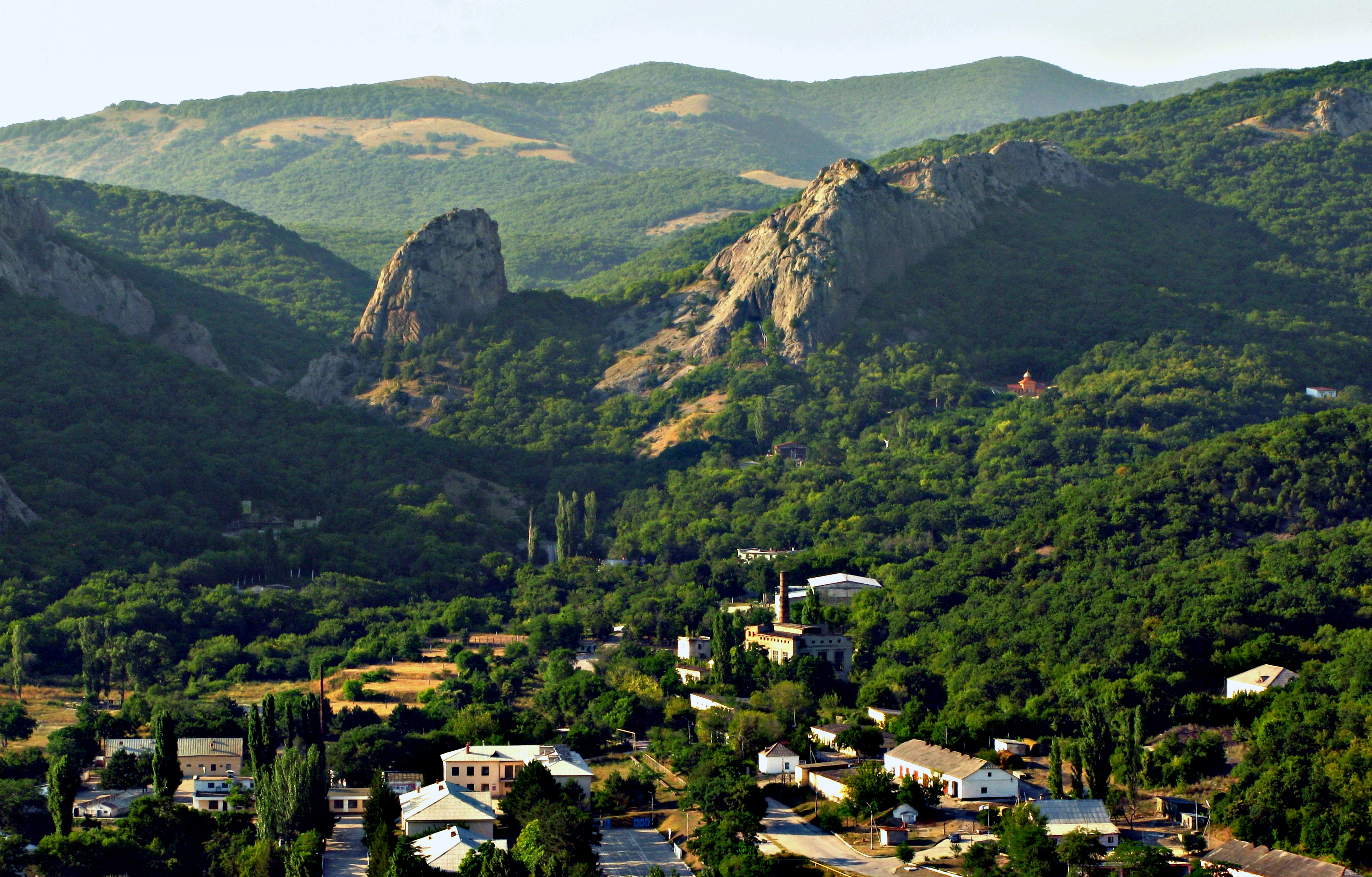
Krasnokamjanka (2008)